# 1e Pantserdivisie (Polen)
De 1e Poolse Pantserdivisie (Pools: 1 Polska Dywizja Pancerna; Engels: 1st Polish Armoured Division) was een geallieerde pantserdivisie tijdens de Tweede Wereldoorlog, opgericht in Schotland in februari 1942. Op het hoogtepunt telde de divisie 16 000 soldaten. Commandant van deze eerste Poolse pantsereenheid was Generaal Stanisław Maczek. Sommige soldaten hadden een schuilnaam. Dit betrof soldaten die overgelopen waren uit het Duitse leger en anoniem wilden blijven om hun familie te beschermen.

## Geschiedenis

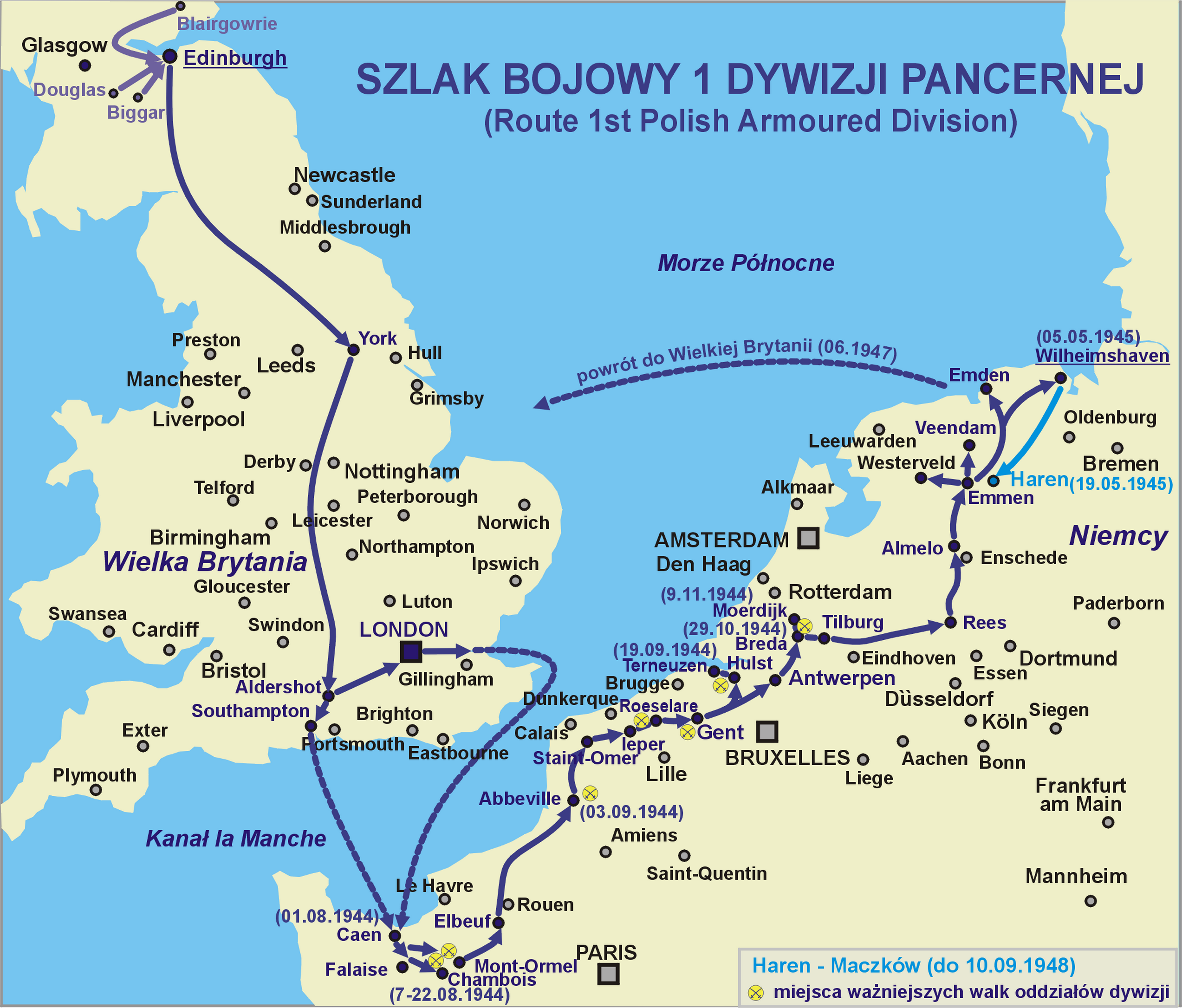
Opmars van de divisie in West-Europa

De divisie bestond uit Poolse soldaten die na de val van Polen in 1939 naar Frankrijk waren gevlucht. Daar vochten ze voor de tweede maal tegen de Duitsers in 1940, waarna ze naar Engeland uitweken. In het kader van een Brits-Poolse overeenkomst werden een landmacht, luchtmacht en marine opgericht die op dat moment zeer welkom waren gezien de penibele situatie waarin de Britten zich bevonden, zo onderscheidden Poolse vliegers zich in de Battle of Britain. De Poolse eenheden stonden grotendeels onder Brits opperbevel, met Brits materieel en uniformen (met Poolse rangtekens), maar met de clausule dat de Polen in eigen militaire eenheden zouden strijden. Het Eerste Poolse Legerkorps werd vervolgens in Schotland opgericht, waarin de 1e Pantserdivisie en de Poolse 1e Onafhankelijke Parachutistenbrigade volledig operationele status bereikten. Gedurende zijn verblijf in Schotland van 1942 tot 1944 bewaakte dit korps 200 km aan Britse kust.

### Normandië

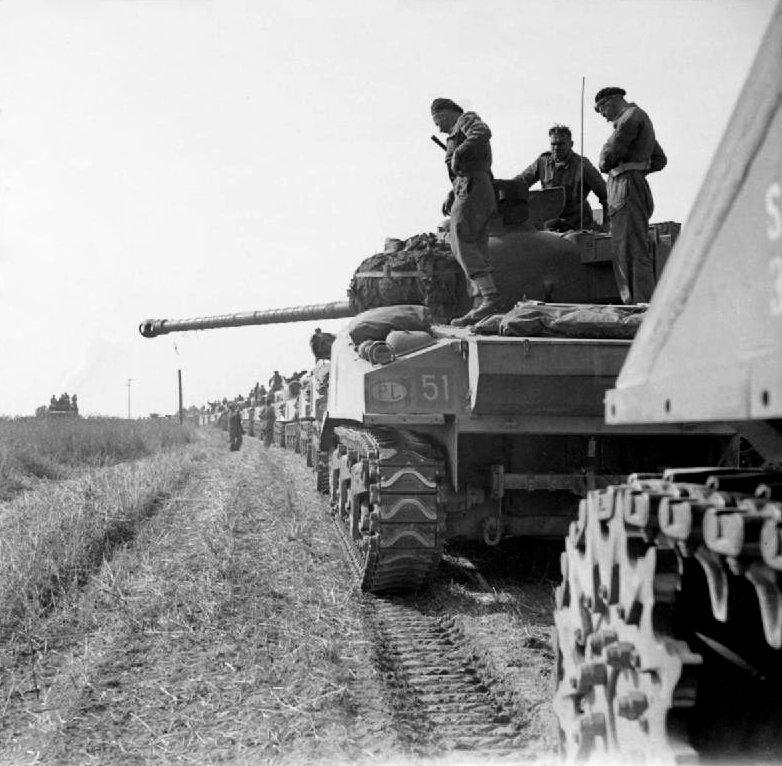
Normandië, 1944

Einde juli 1944 maakte de divisie de oversteek naar Normandië. Op 1 augustus landde de divisie in Arromanches en werd ze toegevoegd aan het Canadese Eerste Leger. Op 8 augustus kwam de divisie voor het eerst in actie tijdens Operatie Totalize. Tweemaal werd ze per abuis door geallieerde vliegtuigen gebombardeerd, maar dat weerhield haar niet om een briljante overwinning te behalen op de Duitsers tijdens de gevechten om de Mont Ormel, Heuvel 262 en het stadje Falaise. Deze serie offensieve en defensieve operaties zijn de geschiedenis ingegaan als de Zak van Falaise, waar een groot aantal Duitse Wehrmacht en SS divisies gevangen kwamen te zitten in een grote omsingeling (Poche de Falaise), waarna ze vernietigd werden. Maczeks hooggemotiveerde pantsersoldaten kregen de cruciale rol om de 'zak' bij de Duitse vluchtroute te dichten. Bij de zeer zware gevechten op Mont-Ormel weerstond de Poolse divisie de Duitse aanvallen, zowel van binnen de 'zak' als buiten. Gedurende 48 uur was een groot deel van de divisie omsingeld, met slinkende voorraden munitie en proviand, totdat ze eindelijk ontzet werden door geallieerde eenheden. De Polen leden zware verliezen maar hadden wel standgehouden en ook 5000 Duitsers krijgsgevangen gemaakt, inclusief een divisiecommandant. De Poolse soldaten die sneuvelden in Normandië liggen begraven op de Poolse militaire begraafplaats in Grainville-Langannerie.

### België en Nederland

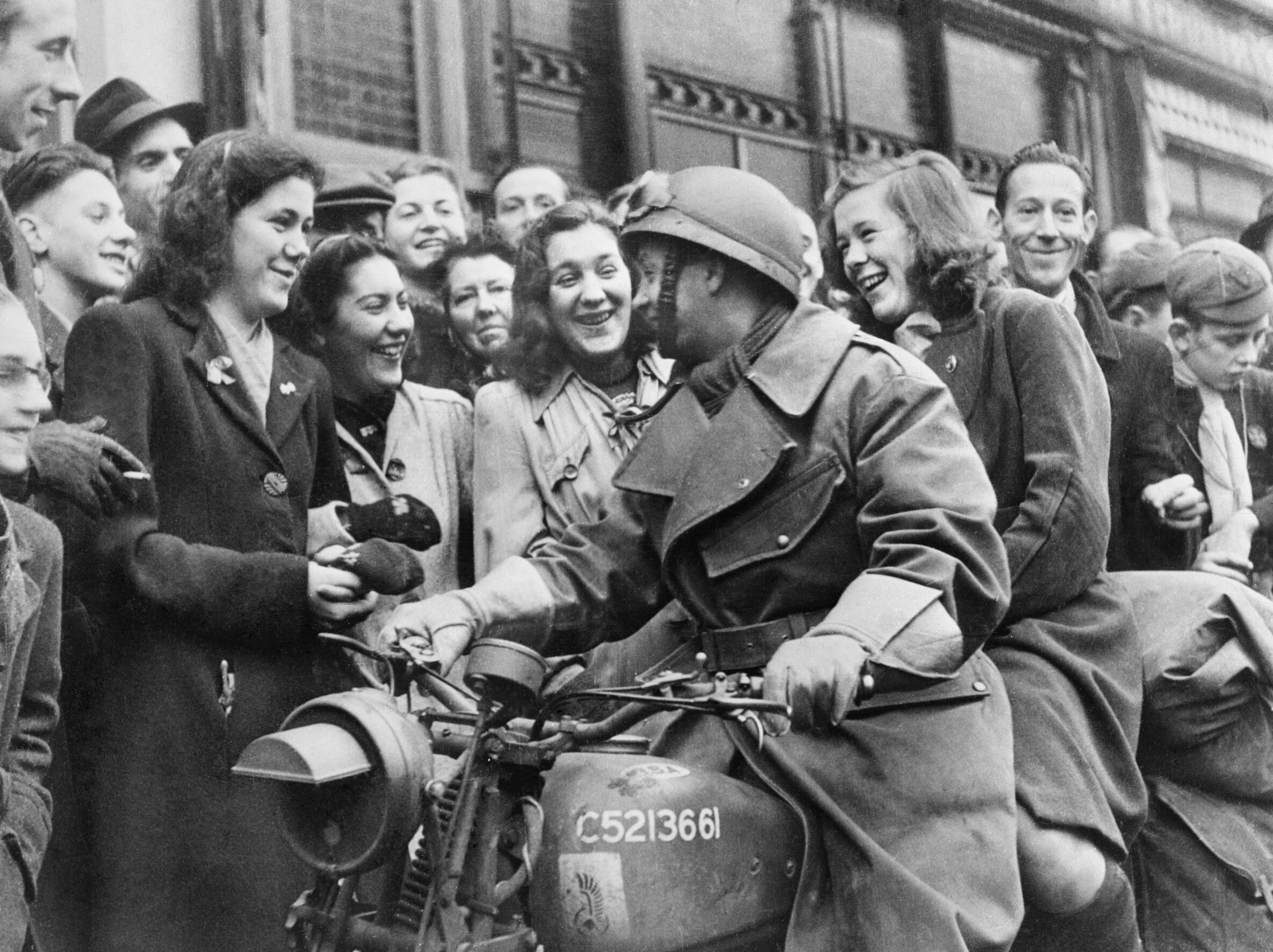
Breda, 1944

Na de geallieerde uitbraak uit Normandië achtervolgde de Poolse 1e Pantserdivisie de Duitsers langs de kust van het Engelse kanaal. De divisie kwam nabij Poperinge, België binnen en bevrijdde o.a. Ieper (6 september), Roeselare en Tielt (7 september), Hooglede, Ruiselede, Aalter (8 september), Evergem, Sint-Niklaas (9 september), Lokeren (12 september), Stekene en Sint-Gillis-Waas (14 september), Moerbeke (16 september) en Beveren. Medio september namen de Polen deel aan de Strijd om de Scheldemonding waarbij de divisie de oostelijke helft van Zeeuws-Vlaanderen van Duitsers zuiverde en ondertussen Axel (in een bloedige strijd) en Terneuzen bevrijdde. Eind september werden ze ingezet in de Noorderkempen en bevrijdden ze Merksplas (30 sept) en Baarle Hertog/Nassau (1 tot 25 okt). 
Operatie Pheasant begon op 20 oktober 1944. Op 23 oktober trokken de Duitsers zich terug uit Hoogstraten als gevolg van de oprukkende geallieerde troepen. Aan de oostkant bevond zich generaal Maczek met de 1e Poolse Pantserdivisie, terwijl de westelijke flank werd ingenomen door de Britse Polar Bears (49e Infanteriedivisie) en de Amerikaanse Timberwolves (104e Infanteriedivisie). Op 29 oktober 1944 werd Breda zonder burgerverliezen bevrijd, dankzij een succesvolle aanval van generaal Maczek. Bijna tegelijkertijd werd Zundert bevrijd door de Timberwolves, waarmee de omsingeling van Hoogstraten voltooid werd.De omsingelingstactiek was een strategie die vaker werd toegepast. Deze aanpak werd door de geallieerden vaak gebruikt om strategische steden of gebieden te bevrijden zonder zware verliezen aan de kant van de burgerbevolking of eigen troepen.  

#### Bevrijdingsroute van de 1e Poolse Pantserdivisie onder Generaal Maczek van Poperinge tot Breda

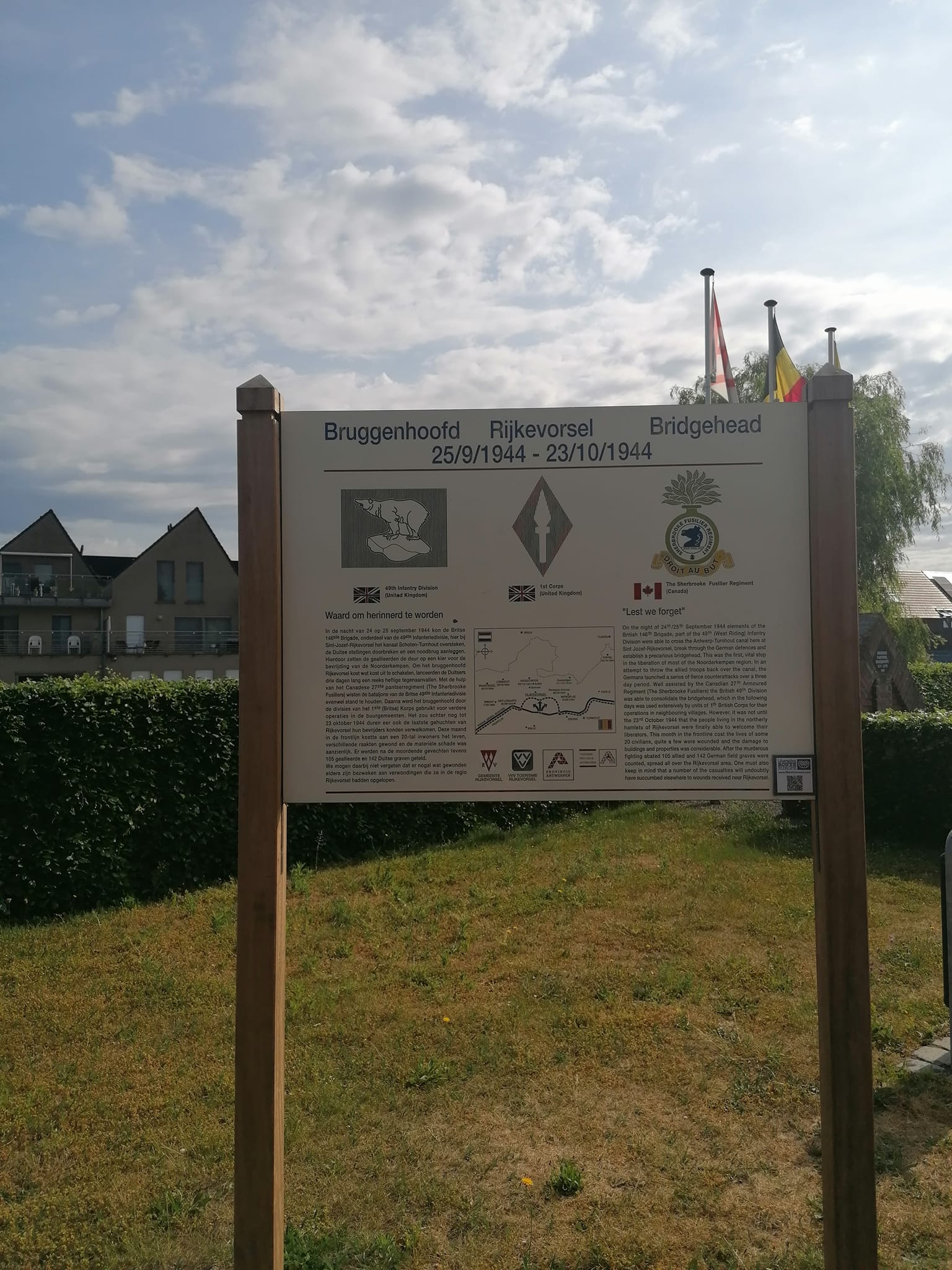
Bruggenhoofd Rijkevorsel (Sint-Jozef) over het kanaal Schoten-Turnhout-Dessel

De 1e Poolse Pantserdivisie onder leiding van Generaal Stanisław Maczek volgde in september en oktober 1944 de volgende route tijdens de bevrijding van België en Nederland:
| Plaats                             | Datum             | Commentaar                |
| ---------------------------------- | ----------------- | ------------------------- |
| Poperinge                          | 6 september 1944  |                           |
| Ieper                              | 6 september 1944  |                           |
| Roeselare                          | 7 september 1944  |                           |
| Hooglede                           | 7 september 1944  |                           |
| Tielt                              | 8 september 1944  | Bevrijdingsmonument Tielt |
| Ruiselede                          | 8 september 1944  |                           |
| Aalter                             | 9 september 1944  |                           |
| Lokeren                            | 9 september 1944  | Hechteniskamp Lokeren     |
| Beveren                            | 14 september 1944 |                           |
| Sint-Niklaas                       | 15 september 1944 |                           |
| Stekene                            | 15 september 1944 |                           |
| Axel (Nederland)                   | 19 september 1944 |                           |
| Hulst (Nederland)                  | 19 september 1944 |                           |
| Terneuzen (Nederland)              | 20 september 1944 |                           |
| Troepenverplaatsing (5 dagen)      |                   |                           |
| Oversteken bruggenhoofd Sint-Jozef | 28 september 1944 |                           |
| Merksplas                          | 30 september 1944 |                           |
| Zondereigen                        | 1 oktober 1944    |                           |
| Baarle-Hertog                      | 4 oktober 1944    |                           |
| Baarle-Nassau (Nederland)          | 4 oktober 1944    |                           |
| Start Operatie Pheasant 20 oktober |                   |                           |
| Alphen (Nederland)                 | 5-27 oktober 1944 |                           |
| Gilze-Rijen (Nederland)            | 28 oktober 1944   |                           |
| Chaam (Nederland)                  | 28 oktober 1944   |                           |
| Breda (Nederland)                  | 29 oktober 1944   |                           |

(Opmerking: De bevrijdingsdatums kunnen licht variëren afhankelijk van lokale omstandigheden. In sommige gevallen duurde de bevrijding enkele dagen, of werd een deel van de gemeente eerder bevrijd dan andere delen. Ook kunnen gemeentegrenzen veranderd zijn door fusies sinds de oorlog.)
Deze route van de Poolse bevrijders was een belangrijk onderdeel van de bevrijding van België en Nederland tijdens de Tweede Wereldoorlog, met de bevrijding van steden zoals Breda, die strategisch cruciaal waren in de geallieerde opmars.
Deze plaatsen zijn met elkaar verbonden door hun gemeenschappelijke eerbetoon aan generaal Maczek, elk met herdenkingsmonumenten en ceremonies die zijn nagedachtenis en de bevrijding die hij bracht, in ere houden. Samen vormen ze een blijvende getuigenis van respect en dankbaarheid voor zijn leiderschap en de bevrijding van hun gemeenschappen.

#### Stilstand tijdens de winter
De winter van 1944-'45 betekende een periode van stilstand voor de divisie, waarbij ze aan de zuidoever van de Maas een sector bewaakte, van Tholen via Moerdijk tot bij 's-Hertogenbosch. Een vervelende periode vanwege de kou en regelmatige schermutselingen met Duitse patrouilles aan de noordoever van de Maas, waarvan het gevecht om Capelse Veer het bloedigst was. Aan geallieerde zijde bestond de vrees dat het Duitse bruggenhoofd bij Capelse Veer door de Duitsers gebruikt zou worden voor een aanval richting Antwerpen en tot steun aan het Ardennenoffensief.
Begin 1945 werd de divisie overgeplaatst naar Overijssel waarna ze langs de Nederlands-Duitse grens oprukte, door Drenthe en Groningen. Hierbij werden onder meer Emmen, Veendam en Stadskanaal door de Polen bevrijd.

### Duitsland
In april 1945 betrad de Poolse 1e Pantserdivisie Duits grondgebied. Een memorabel en vreugdevol moment was toen vlak daarna het krijgsgevangenenkamp Oberlangen werd bevrijd. Toevallig zaten daar ruim 1700 Poolse vrouwelijke opstandelingen die na de Opstand van Warschau krijgsgevangen waren gemaakt. Op 6 mei veroverde de divisie de Kriegsmarinebasis Wilhelmshaven, waar generaal Maczek de capitulatie accepteerde van de basis, een deel van de vloot en tien infanteriedivisies. Daar eindigde de opmars van de divisie. Kort daarop kreeg ze versterking van de Poolse 1e Onafhankelijke Parachutistenbrigade. Tot 1947 voerde ze bezettingstaken uit in Noord-Duitsland waarna de pantserdivisie ontbonden wordt. Een meerderheid van de soldaten kon niet terug naar het inmiddels communistische Polen (zij die dat wél deden werden gearresteerd wegens "anticommunisme"; een aantal officieren van de divisie en andere eenheden werd ter dood veroordeeld) en moest een nieuw leven beginnen in het Westen. De Poolse veteranen van deze divisie, het Poolse 2e Korps en overige eenheden verspreidden zich over de hele wereld. Ze vestigden zich met name in Groot-Brittannië en Canada, maar ook in België en Nederland.

## Tradities

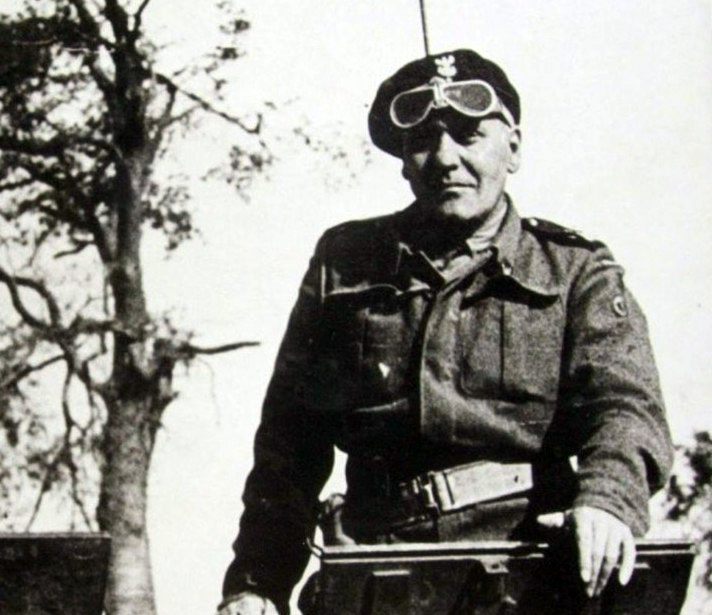
Generaal Maczek, 1944

In het huidige Polen heeft de Poolse 11e Lubuska Pantsercavaleriedivisie te Zagan de tradities overgenomen van Maczeks divisie. De 11e divisie, uitgerust met ex-Bundeswehr Leopard 2-tanks, is inmiddels een van de Poolse divisies die voor NAVO-operaties kan worden ingezet.
Het wapen van de divisie van Maczek verwees naar de helm en verentooi van de Poolse Huzaren, soldaten te paard, die beroemd werden bij de Ontzetting van Wenen in de 17de eeuw.

## Eenheden en regimenten in 1944-45
10e Pantserbrigade (10 Brygada Kawalerii Pancernej) - Kol. Tadeusz Majewski
- 1e Pantserregiment (1 pułk pancerny) - Lkol. Antoni Stefanowicz
- 2e Pantserregiment (2 pułk pancerny) - Lkol. Stanislaw Koszustki
- 24e Regiment Ulanen (gepantserd); (24 pułk ułanów) - Lkol. J. Kański en (vanaf 25 augustus '44) Maj. Romuald Dowbór
- 10e Regiment Dragonders (gemotoriseerde infanterie); (10 pułk dragonów) - Lkol. Władysław Zgorzelski

3e Infanteriebrigade (3 Brygada Strzelców) - Kol. Marian Wieroński (4.12.1943 – 24.8.1944) / Franciszek Skibinski (26.8.1944 – 18.1.1945) / Wladyslaw Dec (19.1.1945 – 1.4.1947)
- 1e Bataljon Poolse Bergjagers, ook genoemd Jagers van Podhale (1 Batalion Strzelców Podhalańskich) - Lkol. Karol Complak
- 8e Infanteriebataljon (8 Batalion Strzelców) - Lkol. Aleksander Nowaczyński
- 9e Infanteriebataljon "Vlaanderen" (9 Batalion Strzelców Flandryjskich) - Lkol. Zygmunt Szydłowski
- 1e Zware Mitrailleurcompagnie (Samodzielna kompania Ciezkich Karabin Maszynowych) - Maj. M. Kochanowski

Divisie Artillerie (Artyleria dywizyjna) - Kol. Bronislaw Noël
- 1e Gemotoriseerde Artillerieregiment (1 pułk artylerii motorowej) - Lkol. Jozef Krautwald
- 2e Gemotoriseerde Artillerieregiment (2 pułk artylerii motorowej) - Lkol. Karol Maresch
- 1e Antitankregiment (1 pułk artylerii przeciwpancernej) - Maj. R. Dowbór en (vanaf 25 augustus '44) Maj. Otton Zygmunt Eysymont
- 1e Luchtdoelartillerie-regiment (1 pułk artylerii przeciwlotniczej) - Lkol. O. Eminowicz, later Maj. W. Berendt

Divisie genie (saperzy dywizyjni) - Kol. J. Dorrantt
- 10de Compagnie Genietroepen - maj. Wiktor Neklaws
- 11de Compagnie Genietroepen - maj. Wladyslaw Pogorzelski
- 1ste Compagnie Geniepark - kap. Adam Gorczyca
- Peloton Bruggenbouwers - luit. Tadeusz Sala

Overige eenheden
- 10e Cavalerieregiment (gemotoriseerd) (10 pułk strzelców konnych) (verkenners) - Maj. J. Maciejowski
- Hoofdkwartier, Militaire Politie
- Verbindingen (1 batalion łączności) - Lkol. J. Grajkowski
- Administratie, Krijgsraad, Kerk, Geneeskundige dienst, Reserve-eenheden

### Cijfers
- 885 - officieren en onderofficieren
- 15.210 - soldaten
- 381 - Tanks (voornamelijk M4 Sherman)
- 473 - artillerie (merendeel gemotoriseerd)
- 4050 - overige voertuigen

### Verliezen (1944-1945)
- ~1100 gesneuveld
- ~3500 gewond

De grootste begraafplaats van de divisie bevindt zich te Grainville-Langannerie in Normandië (650 graven). In België liggen de meeste slachtoffers begraven te Lommel en in Nederland op het Pools militair ereveld in Breda.